# 卡布韋湖
卡布韋湖（法語：Lac Kabwe），是剛果民主共和國的湖泊，位於該國東南部，由加丹加省負責管轄，處於首都金夏沙以東1,300公里，長15.6公里、寬12.5公里，面積99平方公里，海拔高度571米。